# Somewhere on Tour
Somewhere On Tour fue un tour realizado por la banda de heavy metal, Iron Maiden. Del 10 de septiembre de 1986 al 21 de mayo de 1987.

## Conciertos
| Fecha                    | Ciudad                   | País           | Lugar                                     |
| Europa                   | Europa                   | Europa         | Europa                                    |
| ------------------------ | ------------------------ | -------------- | ----------------------------------------- |
| 10 de septiembre de 1986 | Belgrado                 | Yugoslavia     | Pionir Hall                               |
| 11 de septiembre de 1986 | Zagreb                   | Yugoslavia     | Dom Sportova                              |
| 12 de septiembre de 1986 | Liubliana                | Yugoslavia     | Dvorana Tivoli                            |
| 14 de septiembre de 1986 | Viena                    | Austria        | Donauinsel                                |
| 15 de septiembre de 1986 | Graz                     | Austria        | Eisstadion Liebenau                       |
| 17 de septiembre de 1986 | Budapest                 | Hungría        | Estadio Nandor Hidegkuti                  |
| 19 de septiembre de 1986 | Zabrze                   | Polonia        | Zabrze Makoszowy                          |
| 20 de septiembre de 1986 | Breslavia                | Polonia        | Hala Ludowa                               |
| 21 de septiembre de 1986 | Poznan                   | Polonia        | Hala Arena                                |
| 23 de septiembre de 1986 | Gdansk                   | Polonia        | Hala Olivia                               |
| 24 de septiembre de 1986 | Lodz                     | Polonia        | Hala Sportowa                             |
| 25 de septiembre de 1986 | Varsovia                 | Polonia        | Torwar Hall                               |
| 3 de octubre de 1986     | Oxford                   | Reino Unido    | Apollo Theatre                            |
| 4 de octubre de 1986     | St Austell               | Reino Unido    | Cornwall Coliseum                         |
| 6 de octubre de 1986     | Cardiff                  | Reino Unido    | San David Hall                            |
| 7 de octubre de 1986     | Cardiff                  | Reino Unido    | San David Hall                            |
| 8 de octubre de 1986     | Bristol                  | Reino Unido    | Colston Hall                              |
| 10 de octubre de 1986    | Mánchester               | Reino Unido    | Manchester Apollo                         |
| 11 de octubre de 1986    | Mánchester               | Reino Unido    | Manchester Apollo                         |
| 12 de octubre de 1986    | Liverpool                | Reino Unido    | Empire Theatre                            |
| 14 de octubre de 1986    | Leicester                | Reino Unido    | De Montfort Hall                          |
| 15 de octubre de 1986    | Sheffield                | Reino Unido    | Sheffield City Hall                       |
| 16 de octubre de 1986    | Sheffield                | Reino Unido    | Sheffield City Hall                       |
| 18 de octubre de 1986    | Ipswich                  | Reino Unido    | Teatro Gaumont (Cancelado)                |
| 20 de octubre de 1986    | Nottingham               | Reino Unido    | Nottingham Royal Concert Hall             |
| 21 de octubre de 1986    | Bradford                 | Reino Unido    | San Salón de George                       |
| 22 de octubre de 1986    | Hanley                   | Reino Unido    | Victoria Hall                             |
| 24 de octubre de 1986    | Newcastle                | Reino Unido    | Newcastle City Hall                       |
| 25 de octubre de 1986    | Newcastle                | Reino Unido    | Newcastle City Hall                       |
| 27 de octubre de 1986    | Edimburgo                | Reino Unido    | Edinburgh Playhouse                       |
| 28 de octubre de 1986    | Edimburgo                | Reino Unido    | Edinburgh Playhouse                       |
| 30 de octubre de 1986    | Birmingham               | Reino Unido    | Birmingham Odeon                          |
| 31 de octubre de 1986    | Birmingham               | Reino Unido    | Birmingham Odeon                          |
| 1 de noviembre de 1986   | Birmingham               | Reino Unido    | Birmingham Odeon                          |
| 4 de noviembre de 1986   | Londres                  | Reino Unido    | Hammersmith Odeon                         |
| 5 de noviembre de 1986   | Londres                  | Reino Unido    | Hammersmith Odeon                         |
| 7 de noviembre de 1986   | Londres                  | Reino Unido    | Hammersmith Odeon                         |
| 8 de noviembre de 1986   | Londres                  | Reino Unido    | Hammersmith Odeon                         |
| 9 de noviembre de 1986   | Londres                  | Reino Unido    | Hammersmith Odeon                         |
| 12 de noviembre de 1986  | Helsinki                 | Finlandia      | Helsinki Ice Hall                         |
| 14 de noviembre de 1986  | Estocolmo                | Suecia         | Isstadion                                 |
| 15 de noviembre de 1986  | Gotemburgo               | Suecia         | Scandinavium                              |
| 17 de noviembre de 1986  | Drammen                  | Noruega        | Drammenshallen                            |
| 18 de noviembre de 1986  | Malmö                    | Suecia         | Malmö Isstadion                           |
| 20 de noviembre de 1986  | Fráncfort del Meno       | Alemania       | Festhalle                                 |
| 21 de noviembre de 1986  | Böblingen                | Alemania       | Sporthalle                                |
| 22 de noviembre de 1986  | Hannover                 | Alemania       | Eilenriedhalle                            |
| 23 de noviembre de 1986  | Leiden                   | Países Bajos   | Groenoordhallen                           |
| 25 de noviembre de 1986  | Essen                    | Alemania       | Grugahalle                                |
| 26 de noviembre de 1986  | Múnich                   | Alemania       | Rudi-Sedlmayer-Halle                      |
| 28 de noviembre de 1986  | Bruselas                 | Bélgica        | Bosque Nacional                           |
| 29 de noviembre de 1986  | París                    | Francia        | Palais Omnisports de Paris-Bercy          |
| 1 de diciembre de 1986   | Barcelona                | España         | Palau dels Esports de Barcelona           |
| 2 de diciembre de 1986   | Madrid                   | España         | Pabellón Raimundo Saporta                 |
| 3 de diciembre de 1986   | Madrid                   | España         | Pabellón Raimundo Saporta                 |
| 5 de diciembre de 1986   | de Lisboa                | Portugal       | Pabellón de Cascais                       |
| 7 de diciembre de 1986   | Toulouse                 | Francia        | Petit Palais des Sports                   |
| 8 de diciembre de 1986   | Montpellier              | Francia        | Le Zénith                                 |
| 9 de diciembre de 1986   | Lyon                     | Francia        | Palacio de los Deportes                   |
| 11 de diciembre de 1986  | Núremberg                | Alemania       | Hemmerleinhalle                           |
| 12 de diciembre de 1986  | Ludwigshafen             | Alemania       | Friedrich-Ebert-Halle                     |
| 13 de diciembre de 1986  | Lausana                  | Suiza          | Halle des Fêtes                           |
| 15 de diciembre de 1986  | Turín                    | Italia         | Teatro Tenda                              |
| 16 de diciembre de 1986  | Milán                    | Italia         | Palasharp                                 |
| 17 de diciembre de 1986  | Florencia                | Italia         | Palasport                                 |
| 18 de diciembre de 1986  | Nápoles                  | Italia         | Teatro Tenda                              |
| 19 de diciembre de 1986  | Roma                     | Italia         | Teatro Tenda (Cancelado)                  |
| 20 de diciembre de 1986  | Bolonia                  | Italia         | Teatro Tenda (Cancelado)                  |
| 21 de diciembre de 1986  | Padua                    | Italia         | Teatro Tenda (Cancelado)                  |
| América del Norte        |                          |                |                                           |
| 7 de enero de 1987       | Hampton                  | Estados Unidos | Hampton Coliseum                          |
| 8 de enero de 1987       | Landover                 | Estados Unidos | Centro de Capital                         |
| 9 de enero de 1987       | Pittsburgh               | Estados Unidos | Mellon Arena                              |
| 11 de enero de 1987      | Troy                     | Estados Unidos | RPI casa de campo                         |
| 12 de enero de 1987      | New Haven                | Estados Unidos | New Haven Coliseum                        |
| 13 de enero de 1987      | Filadelfia (Pensilvania) | Estados Unidos | Spectrum                                  |
| 16 de enero de 1987      | Jacksonville             | Estados Unidos | Jacksonville Memorial Coliseum            |
| 17 de enero de 1987      | Miami                    | Estados Unidos | Miami Arena                               |
| 18 de enero de 1987      | Lakeland                 | Estados Unidos | Lakeland Center                           |
| 20 de enero de 1987      | Atlanta                  | Estados Unidos | Omni Coliseum                             |
| 22 de enero de 1987      | Dallas                   | Estados Unidos | Reunion Arena                             |
| 23 de enero de 1987      | Austin                   | Estados Unidos | Frank Erwin Center                        |
| 24 de enero de 1987      | Beaumont                 | Estados Unidos | Centro Cívico de Beaumont (Cancelado)     |
| 26 de enero de 1987      | Lubbock                  | Estados Unidos | City Bank Coliseum                        |
| 27 de enero de 1987      | Norman                   | Estados Unidos | Lloyd Noble Center                        |
| 28 de enero de 1987      | Tulsa                    | Estados Unidos | Centro de Convenciones de Tulsa           |
| 30 de enero de 1987      | Houston                  | Estados Unidos | Cumbre                                    |
| 31 de enero de 1987      | San Antonio              | Estados Unidos | HemisFair Arena                           |
| 1 de febrero de 1987     | Corpus Christi           | Estados Unidos | Corpus Christi Coliseum                   |
| 3 de febrero de 1987     | Amarillo                 | Estados Unidos | Amarillo Civic Center                     |
| 4 de febrero de 1987     | Valley Center            | Estados Unidos | Kansas Coliseum                           |
| 6 de febrero de 1987     | Denver                   | Estados Unidos | McNichols Sports Arena                    |
| 8 de febrero de 1987     | Salt Lake City           | Estados Unidos | Salt Palace                               |
| 10 de febrero de 1987    | Tacoma                   | Estados Unidos | Tacoma Dome                               |
| 11 de febrero de 1987    | Portland                 | Estados Unidos | Memorial Coliseum                         |
| 13 de febrero de 1987    | Sacramento               | Estados Unidos | ARCO Arena                                |
| 14 de febrero de 1987    | San Bernardino           | Estados Unidos | Orange Pavilion                           |
| 16 de febrero de 1987    | Los Angeles              | Estados Unidos | [Arena [Long Beach]]                      |
| 17 de febrero de 1987    | Los Angeles              | Estados Unidos | [Arena [Long Beach]]                      |
| 18 de febrero de 1987    | Los Angeles              | Estados Unidos | [Arena [Long Beach]]                      |
| 21 de febrero de 1987    | Oakland                  | Estados Unidos | Oakland-Alameda County Coliseum           |
| 22 de febrero de 1987    | Fresno                   | Estados Unidos | Selland Arena                             |
| 24 de febrero de 1987    | San Diego                | Estados Unidos | San Diego Sports Arena                    |
| 25 de febrero de 1987    | Phoenix                  | Estados Unidos | Arizona Veterans Memorial Coliseum        |
| 26 de febrero de 1987    | Tucson                   | Estados Unidos | Tucson Convention Center                  |
| 27 de febrero de 1987    | El Paso                  | Estados Unidos | El Paso County Coliseum                   |
| 1 de marzo de 1987       | Fort Worth               | Estados Unidos | Fort Worth Coliseum                       |
| 3 de marzo de 1987       | Albuquerque              | Estados Unidos | Tingley Coliseum                          |
| 5 de marzo de 1987       | Omaha                    | Estados Unidos | Centro de Omaha                           |
| 6 de marzo de 1987       | Kansas City              | Estados Unidos | Auditorio Municipal                       |
| 7 de marzo de 1987       | San Luis                 | Estados Unidos | Auditorio Kiel                            |
| 8 de marzo de 1987       | Milwaukee                | Estados Unidos | MECCA Arena                               |
| 9 de marzo de 1987       | Madison                  | Estados Unidos | Dane County Coliseum                      |
| 11 de marzo de 1987      | Rosemont                 | Estados Unidos | Rosemont Horizon                          |
| 13 de marzo de 1987      | Cincinnati               | Estados Unidos | Jardines de Cincinnati                    |
| 14 de marzo de 1987      | Richfield                | Estados Unidos | Richfield Coliseum                        |
| 15 de marzo de 1987      | Battle Creek             | Estados Unidos | Kellogg Arena                             |
| 17 de marzo de 1987      | Saginaw                  | Estados Unidos | Wendler Arena                             |
| 18 de marzo de 1987      | Detroit                  | Estados Unidos | Joe Louis Arena                           |
| 19 de marzo de 1987      | Indianápolis             | Estados Unidos | Plaza de Mercado de La Arena              |
| 21 de marzo de 1987      | Toronto                  | Canadá         | Maple Leaf Gardens                        |
| 22 de marzo de 1987      | Toronto                  | Canadá         | Maple Leaf Gardens                        |
| 24 de marzo de 1987      | Montreal                 | Canadá         | foro de Montreal                          |
| 25 de marzo de 1987      | la ciudad de Quebec      | Canadá         | Colisée Pepsi                             |
| 27 de marzo de 1987      | Allentown                | Estados Unidos | Frank Stabler Arena                       |
| 28 de marzo de 1987      | East Rutherford          | Estados Unidos | Brendan Byrne Arena                       |
| 30 de marzo de 1987      | Providence               | Estados Unidos | Providence Civic Center                   |
| 31 de marzo de 1987      | Worcester                | Estados Unidos | Centrum                                   |
| 2 de abril de 1987       | Nueva York               | Estados Unidos | Madison Square Garden                     |
| 4 de abril de 1987       | Charlotte                | Estados Unidos | Charlotte Coliseum                        |
| 5 de abril de 1987       | Greensboro               | Estados Unidos | Greensboro Coliseum                       |
| 7 de abril de 1987       | Baltimore                | Estados Unidos | Arena de Baltimore                        |
| 9 de abril de 1987       | Trotwood                 | Estados Unidos | Hara Arena                                |
| 10 de abril de 1987      | Buffalo                  | Estados Unidos | Buffalo Memorial Auditorium               |
| 11 de abril de 1987      | Johnstown                | Estados Unidos | War Memorial Arena                        |
| 13 de abril de 1987      | Rochester                | Estados Unidos | Blue Cross Arena en el Memorial de Guerra |
| 14 de abril de 1987      | Toledo                   | Estados Unidos | Toledo Sports Arena                       |
| 15 de abril de 1987      | Colón                    | Estados Unidos | Battelle Hall                             |
| 17 de abril de 1987      | Bloomington              | Estados Unidos | Met Center                                |
| 20 de abril de 1987      | Winnipeg                 | Canadá         | Winnipeg Arena                            |
| 21 de abril de 1987      | Regina                   | Canadá         | Agridome                                  |
| 22 de abril de 1987      | Edmonton                 | Canadá         | Northlands Coliseum                       |
| 24 de abril de 1987      | Calgary                  | Canadá         | Pengrowth Saddledome                      |
| 26 de abril de 1987      | Vancouver                | Canadá         | Pacific Coliseum                          |
| 28 de abril de 1987      | Reno                     | Estados Unidos | Lawlor Events Center                      |
| 29 de abril de 1987      | Paradise                 | Estados Unidos | Thomas & Mack Center                      |
| 30 de abril de 1987      | Daly City                | Estados Unidos | Cow Palace                                |
| 1 de mayo de 1987        | San José                 | Estados Unidos | Spartan Stadium                           |
| 2 de mayo de 1987        | Irvine                   | Estados Unidos | Irvine Meadows Amphitheater               |
| Asia                     |                          |                |                                           |
| 1 de mayo de 1987        | Nagoya                   | Japón          | Kokaido Hall                              |
| 13 de mayo de 1987       | Tokio                    | Japón          | Budokan                                   |
| 15 de mayo de 1987       | Tokio                    | Japón          | NHK Hall                                  |
| 16 de mayo de 1987       | Kyoto                    | Japón          | Kyoto Kaikan                              |
| 18 de mayo de 1987       | Hiroshima                | Japón          | Kosei Nenkin Kaikan                       |
| 20 de mayo de 1987       | Osaka                    | Japón          | Festival Hall                             |
| 21 de mayo de 1987       | Osaka                    | Japón          | Festival Hall                             |

<!R0><!R1>

## Setlist
1. "Intro: Tema de Blade Runner"
2. "Caught Somewhere In Time" (de Somewhere In Time, 1986)
3. "2 Minutes To Midnight" (de Powerslave, 1984)
4. "Sea of Madness" (de Somewhere in Time, 1986)
5. "Children of the Damned" (de Number of the Beast, 1982)
6. "Stranger in a Strange Land" (de Somewhere in Time, 1986)
7. "Wasted Years" (de Somewhere in Time, 1986)
8. "Rime of the Ancient Mariner" (de Powerslave, 1984)
9. Guitar solo "Walking on Glass"
10. "Where Eagles Dare" (de Piece of Mind, 1983)
11. "Heaven Can Wait" (de Somewhere in Time, 1986)
12. "Phantom of the Opera" (de Iron Maiden, 1980)
13. "Hallowed Be Thy Name" (de Number of the Beast, 1982)
14. "Iron Maiden" (de Iron Maiden, 1980)
15. "The Number of the Beast" (de Number of the Beast, 1982)
16. "Run to the Hills" (de Number of the Beast, 1982)
17. "Running Free" (de Iron Maiden, 1980)
18. "Sanctuary" (de Iron Maiden, 1980)